# Fushui
Il fiume Fushui (in cinese: 富 水) è un fiume cinese. Il fiume ha una lunghezza di 196 km. Il corso d'acqua si origina dalle montagne Mufu e sfocia nel fiume Yangtze. Ci sono una serie di dighe sul fiume e sui suoi affluenti.